# Ифис
Об аргонавте с тем же именем см. Ифис (аргонавт)
Ифис (др.-греч. Ἶφις) — персонаж древнегреческой мифологии. Из Феста на Крите. Дочь Лигда и Телефусы. Её отец хотел, чтобы родился мальчик, и пригрозил убить дочь. Когда родилась девочка, мать воспитывала её как мальчика. Когда ей исполнилось 13 лет, родители помолвили её с Ианфой из Феста. Ифис страстно полюбила Ианфу. Когда приблизилась свадьба, Телефуса взмолилась к Исиде, и дочь превратилась из девушки в юношу. Ифис счастливо женился на Ианфе.
С историей Ифиса связано возникновение крылатого выражения благой обман.